# 孫構
孫構，字紹先，博平县（在今山东省聊城市境）人。中進士第，為廣濟軍判官，歲入圭田粟六百石，孫構止受百石，剩餘都用來給予學官。久之，知黎州，夷年墨屢次擾亂邊境，孫構用間殺之。蜀帥呂公弼將此事奏于朝廷，朝廷提拔孫構知真州。凶歲得盜，令名指黨伍，悉置諸法，境內為清。
後來孫構遷度支判官，夔州部夷梁承秀、李光吉、王兗導生獠入寇，轉運判官張詵請誅之。朝廷選孫構為使，倍道之官，至則遣渝州豪杜安行募千人往襲，自督官軍及黔中兵擊其後，斬承秀，入討二族，火其居。餘衆保黑崖嶺，黔兵從間道夜譟而進，李光吉墜崖死，王兗自縛降。於是以其地建南平軍。朝廷錄孫構功，加直昭文館。
又徙湖北轉運使。章惇興南、北江蠻事，孫構諭降懿、洽二州，納歸附州十四。當初，孫構渡辰溪，舟毀而溺，得援者僅免，神宗憫之，賜帛三百。北江酋彭師晏常持向背，孫構知向水酋彭儒武與有隙，檄使攻之，彭師晏降，得其下溪州地，五溪都被平定。進集賢殿修撰，賜三品服。南方交阯入寇，拜孫構為右諫議大夫、知桂州，聲言將掎角擣其巢穴，寇聽聞此言，於是引兵離去。以疾提舉崇福宮，換太中大夫，卒，時年六十四。
孫構喜好功名，勇於建立，西南邊境自此以後始多事。

## 延伸阅读
[在维基数据编辑]
 《宋史·卷331》，出自脱脱《宋史》